# Whang-od Oggay
Whang-od Oggay, conosciuta anche come Maria Oggay (Tinglayan, 17 febbraio 1917), è un'artista filippina.
Tatuatrice filippina, è spesso descritta come l'ultima e la più antica mambabatok (artista-tatuatore in stile Kalinga) e fa parte del popolo Butbut del più ampio gruppo etnico Kalinga.
Ha cominciato a tatuare i cacciatori di teste e le donne indigene di Butbut, a Buscalan, nella provincia di Tinglayan in Kalinga, quando aveva soltanto 15 anni, ma ormai gli antichi guerrieri Butbut, che si guadagnavano tatuaggi proteggendo villaggi o uccidendo nemici, non esistono più. Nonostante ciò, Whang-od continua a praticare la sua forma d'arte tradizionale sui turisti che visitano Buscalan.
La Commissione nazionale per la cultura e le arti (NCCA) ha conferito a Whang-od il prestigioso premio Dangal ng Haraya a Tabuk, la capitale della provincia etnica di Kalinga nel 2018. È stata nominata per il National Living Treasures Award (Gawad Manlilikha ng Bayan) nel 2017. La sua nomina è ancora in fase di elaborazione da parte del NCCA.

## Biografia

### Carriera

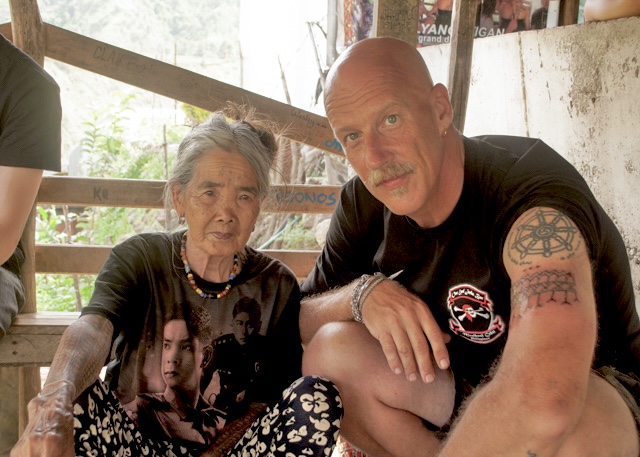
Whang-od con un visitatore

Whang-od ha iniziato a tatuare all'età di 15 anni, una forma d'arte tradizionale che ha imparato da suo padre, considerato un maestro tatuatore nella regione. Tradizionalmente, solo gli uomini con antenati tatuatori potevano imparare il mestiere. Whang-od però rappresenta un'eccezione, dato il talento e il potenziale visto da suo padre, che l'ha iniziata a quest'arte.
In seguito, gli apprendisti scelti di Whang-od furono solo donne, rompendo così la tradizione patrimoniale per la prima volta nella storia di Kalinga. Nonostante la rottura della tradizione, la sua comunità ha accettato la decisione.
In passato praticava il batok, il tradizionale tatuaggio a mano, sui cacciatori di teste maschi che si erano guadagnati i tatuaggi proteggendo i villaggi o uccidendo i nemici. Inoltre, tatuava le donne del popolo Butbut per scopi estetici.
Come tatuatore tradizionale di Kalinga (mambabatok) praticava la divinazione e intonava i canti tradizionali mentre eseguiva i tatuaggi. Ogni disegno da lei creato, contiene significati simbolici specifici della propria cultura: ad esempio, un guerriero che aveva ucciso un nemico avrebbe ricevuto un tatuaggio con un'aquila al suo ritorno dalla battaglia.
Whang-od è stata tatuata per la prima volta da adolescente con disegni costituiti da una scala e un pitone. Il tatuaggio del pitone era particolarmente importante nelle storie sacre del suo popolo: secondo la religione indigena, il tatuaggio del pitone fu "dato" per la prima volta a Lagkunawa, un'incantevole nobildonna del villaggio di Tinglayan (dove nacque Whang-od). Era un dono del dio/eroe Banna, che si innamorò della mortale. Da allora, il tatuaggio è stato tramandato di generazione in generazione.
Fatok è il termine usato per tatuare le donne con lo scopo di mostrare bellezza e ricchezza.
Quando un braccio di una donna viene tatuato, proprio come i tatuaggi di Whang-od, la famiglia della donna è obbligata a pagare al tatuatore un maialino o un fascio di riso raccolto (localmente chiamato dalan). Dal lato opposto, fi-ing è il termine usato per tatuare i guerrieri Butbut maschi sul petto e sulle braccia.
Whang-od era solita praticare il fi-ing fino a quando la pratica dei cacciatori di teste non è stata scoraggiata dallo stesso governo locale. Il fi-ing è stato praticato l'ultima volta nel 1972.
Sebbene i cacciatori di teste non esistano più, Whang-od applica ancora i tatuaggi ai turisti. Tuttavia, non canta più quando tatua i turisti, poiché i canti sono solo per l'abbellimento delle donne Kalinga e per la celebrazione della vittoria degli uomini Kalinga in battaglia.
Alcuni dei suoi clienti famosi sono Rhian Ramos, Drew Arellano, Liza Diño e Ice Seguerra.
I suoi tatuaggi non le hanno fruttato alcun reddito ma poi, a causa dell'afflusso di turisti nella sua città, nel 2015 riuscì a percepire almeno 5.000 Php al giorno per i suoi disegni accettando dai venti ai trenta clienti al giorno. Oggi fa solo tatuaggi semplici a causa della sua età avanzata, mentre le sue apprendiste hanno continuato la tradizione per lei e per il suo popolo.
L'inchiostro dei tatuaggi di Whang-od è composto da elementi conosciuti agli indigeni, di solito una miscela di carbone e acqua che viene inserita nella pelle usando la spina di un calamondino o di un albero di pomelo. Questa antica tecnica del batok risale a mille anni fa ed è relativamente dolorosa rispetto alle tecniche convenzionali. Whang-od usa disegni trovati in natura e strutture geometriche di base; utilizza varie firme nei suoi tatuaggi ma dal 2017 il suo marchio distintivo è composto da tre punti, che rappresentano se stessa e i suoi due apprendisti, raffigurati come una continuazione della forma d'arte dalla generazione più anziana alla generazione successiva.
Oltre ad essere una tatuatrice, Whang-od è una rispettata anziana del villaggio e suona il flauto da naso. Svolge anche attività agricole, come la coltivazione del riso oltre a nutrire maiali e polli.

### Vita privata
Quando era molto giovane, Whang-od aveva un fidanzato di nome Ang-Batang, un guerriero Butbut. Ha eseguito un batok su Ang-Battang dopo la prima vittoria del guerriero in una battaglia. Molti anziani si opposero ai suoi rapporti con Ang-Batang, credendo che la linea di sangue dell'uomo non fosse pura. Alla fine, fu combinato un matrimonio per Ang-Batang con Hogkajon, la migliore amica di Whang-od. Ang-Batang morì a causa di un incidente di disboscamento quando Whang-od aveva 25 anni.

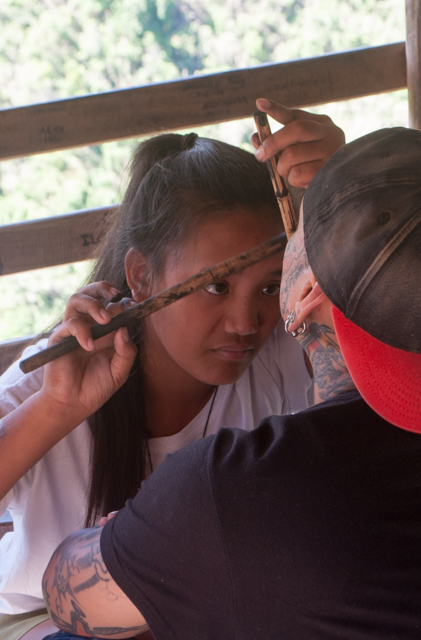
Grace Palicas, pronipote di Whang-od e apprendista, fa un tatuaggio facciale e continua la tradizione del batok

In seguito ha deciso di non sposarsi. Non ha figli e quindi non lascia discendenti diretti per continuare la sua eredità come mambabatok, o tatuatore tradizionale Kalinga. Ha avuto relazioni con altri guerrieri Kalinga, ma è rimasta nubile a causa del suo voto e, secondo la tradizione, le sue abilità di tatuatore possono essere ereditate solo attraverso il lignaggio. Whang-od crede che se qualcuno al di fuori della linea di sangue inizia a tatuare, i tatuaggi verranno infettati.
L'influenza della modernità ha fatto sì che i giovani del suo villaggio non si interessassero più al mestiere di tatuatore per decenni, fino a quando un maggiore apprezzamento della tecnica nel 21º secolo ha aperto la strada alla conservazione della forma d'arte.
Whang-od ha addestrato Grace Palicas, sua nipote, e Ilyang Wigan, appartenente alla stessa linea di sangue, per continuare l'arte del tatuaggio del suo popolo.
Più persone fra i successori della stirpe si sono gradualmente interessati alle forme d'arte della loro gente, incluso un dodicenne di nome Den Wigan. Tuttavia, questi non hanno eseguito le altre opere di un mambabatok e i loro tatuaggi non sono così intricati come quelli di Whang-od. Inoltre, secondo l'antropologa filippina Analyn Salvador-Amores, le altre tradizioni batok, che includono (ma non si limitano a) il canto e la predizione del futuro, e la rivelazione dei significati simbolici dei tatuaggi, potrebbero svanire con Whang-od perché questi in particolare non vengono trasmessi ai suoi successori, come avviene per la tecnica.
Canti e predizioni vengono eseguiti solo per il popolo Kalinga, mai per persone al di fuori della sfera etnica. Con ciò, Whang-od potrebbe essere l'ultimo mambabatok del suo villaggio, a meno che gli stessi popoli indigeni Kalinga scelgano formalmente di concedere i tatuaggi tradizionali alla cultura moderna e i suoi apprendisti padroneggino l'elaborato e il canto prima della scomparsa della centenaria tatuatrice.

### Eredità e impatto culturale
La senatrice Nancy Binay ha dichiarato che l'impatto di Whang-od sulla cultura filippina ha contribuito a sensibilizzare e mantenere viva la conoscenza, la tradizione e la cultura dei tatuaggi Kalinga fra le generazioni più giovani e fra le persone al di fuori della cultura filippina.
La pratica dei tatuaggi Kalinga era quasi estinta e l'idea alla base era oscura: "La tradizione di Batok è cambiata con i tempi moderni negli ultimi millenni". Il titolo di Whang-od come "Last Kalinga Tattoo Artist" ben presto avrà bisogno d'essere corretto: si dice, infatti, che Whang-od stia ora insegnando l'arte del tatuaggio a 20 ragazze, più le sue nipoti, in modo che la tradizione e la conoscenza non muoiano con lei e che la sua eredità venga portata avanti attraverso i suoi studenti e le sue nipoti.
Dei suoi venti giovani studenti a cui insegna, ad ogni modo, solo Grace Palicas e Ilyang Wigan sono considerati i suoi unici veri apprendisti, per le ragioni di consanguineità prima descritte.
Il tatuaggio "firma" odierno di Whang-od è composto da tre punti, che rappresentano se stessa e i suoi apprendisti legati al sangue e rappresentano una generazione successiva nella sua arte. Questi tatuaggi Kalinga, nonostante siano costituiti da simboli presenti in natura che trasportano semplici motivi geometrici, non hanno lo stesso significato che avevano quando sono stati guadagnati attraverso la cultura bellica.

### Centenario
Secondo varie fonti, Whang-od è nata il 17 febbraio 1917 e ha compiuto 100 anni nel 2017 rendendola idonea a ricevere benefici dal governo filippino come da Centenarians Act del 2016 (o Republic Act 10868). Tuttavia, il governo e alcuni gruppi hanno dubitato della sua affermazione poiché non ha presentato alcun documento valido per dimostrare la sua data di nascita: durante il periodo in cui si suppone sia nata Whang-od non c'erano registrazioni della data di nascita in molte aree dell'entroterra delle Filippine, come Buscalan. Questo fu dovuto, in particolare, a causa dell'impossibilità di attraversare l'area in quel momento; a causa di un mal costume, per cui le registrazioni delle date di nascita su carta all'epoca non facevano parte della cultura della comunità; infine, un'ulteriore difficoltà era rappresentata dalle tensioni etniche che hanno alimentato le guerre tribali.
Nel giugno 2017, ad ogni modo, ha ricevuto un ID postale filippino che ha riconosciuto formalmente la sua data di nascita il 17 febbraio 1917, rendendola idonea ai benefici ai sensi del Centenarians Act.

## Riconoscimenti
A causa dello status di Whang-od come l'ultimo mambabatok della sua generazione, il suo ruolo nel portare consapevolezza a una forma di tatuaggio tradizionale e nell'addestrare diversi praticanti, molti netizen fecero pressioni per farla entrare nell'Ordine degli Artisti Nazionali delle Filippine. Una campagna con l'hashtag #WangOdNationalArtist è iniziata a settembre 2015 e l'hashtag è stato condiviso attraverso i social media circa 11mila volte, dopo meno di un mese. Altri netizen, contemporaneamente, stavano promuovendo una campagna per farle ottenere il National Living Treasures Award.
Nel 2015, l'allora senatore Miriam Defensor Santiago ha esortato i suoi colleghi del Senato filippino, attraverso una risoluzione, a nominare Whang-od come uno dei National Living Treasures (GAMABA o Gawad Manlilikha ng Bayan in tagalog), che sono di pari rango agli Artisti Nazionali.
La senatrice Nancy Binay attraverso una risoluzione del senato nel giugno 2016 ha ingiunto al senato filippino di nominare Whang-od come tesoro nazionale vivente.
Allo stesso modo, la sua nomina a National Artist o National Living Treasure è stata sostenuta dal senatore e ambasciatore delle Nazioni Unite Loren Legarda attraverso una risoluzione separata del Senato.
Anche l'ex presidente della Commissione nazionale per la cultura e le arti delle Filippine (NCCA), Felipe de Leon Jr., ha espresso il suo sostegno alla nomina di Whang-od e ha sostenuto che il ruolo di un mambabatok è quello di diventare il faro di solidarietà e sostegno della comunità. Ha anche aggiunto che la donna aiuta la sua comunità tatuando i turisti e sta praticando la tradizionale forma d'arte Kalinga come mezzo di vita, quindi dovrebbe essere ammissibile sia al National Living Treasure Award che al National Artists Award.
L'antropologa filippina e professoressa dell'Università delle Filippine a Baguio, Analyn Salvado-Amores, ha affermato che sebbene non abbia obiezioni sulla nomina di Whang-od al GAMABA, questa potrebbe non essere conferita perché la tatuatrice guadagna dalla sua opera e uno dei requisiti per il premio GAMABA è, invece, quello di praticare il mestiere senza trarne alcun profitto. Tuttavia, se la questione sollevata ostacolasse la sua dichiarazione come National Living Treasure, allora potrebbe ancora essere nominata per il National Artist Award, che è lo stesso di rango per il National Living Treasure Award.
Whang-od è stata formalmente nominata al National Living Treasures Award durante il 66° Manila Fame il 21 ottobre 2017. La nomina è stata accettata dal NCCA attraverso una cerimonia all'interno dell'evento ed ora il NCCA sta finalizzando i documenti da consegnare a Whang-od e far firmare al presidente filippino. Una volta conferito, Whang-od otterrebbe un medaglione d'oro, un assegno mensile di 14.000 Php e una borsa di studio iniziale di 100.000 Php. Il 28 febbraio 2018, il Senato delle Filippine ha approvato all'unanimità una risoluzione a sostegno e nomina di Whang-od per il GAMABA.
Il 12 giugno 2018, la Commissione nazionale per la cultura e le arti ha annunciato che il prestigioso premio Dangal ng Haraya sarà assegnato a Whang-od il 25 giugno a Tabuk, Kalinga, la capitale della provincia natale di Whang-od. Sono ancora in corso le fasi finali del Comitato GAMABA (Premio Nazionale Tesori Viventi).

## Eventi
Whang-od era presente durante il Dutdutan Tattoo Expo 2012 tenutosi nelle Filippine dove aveva il suo stand. L'immagine di Whang-od è inclusa in una mostra al Royal Ontario Museum in Canada dal chiaro titolo Tattoos: Ritual. Identity. Obsession. Art. ed è stata mostrata per la prima volta il 2 aprile 2016. Gli espositori hanno scelto la fotografia fra diversi scatti di un'altra mostra al Musee Du Quai Branly di Parigi e non sapevano di Whang-od finché un visitatore non glielo disse.
Nell'ottobre 2017, Whang-od insieme a Palicas e Wigan, sue apprendiste e nipoti, sono andate a Metro Manila per mostrare la loro arte alla 66ª fiera Manila Fame.
Gli organizzatori però sono stati criticati dopo che una foto è diventata virale sui social media: alcuni netizen hanno accusato gli organizzatori di sfruttare Whang-od e di mercificare la sua cultura. Questi hanno risposto in difesa dell'evento e la stessa nipote di Whang-od, Palicas, in seguito ha chiarito la questione.
Nell'agosto 2021, Palicas ha criticato il blogger israeliano Nas Daily per aver creato una "Accademia Whang-od" senza il consenso effettivo suo o della sua tribù. Secondo la legge filippina, il consenso informato libero e preventivo (FPIC) è un requisito con "il consenso di tutti i membri delle ICC/IP".

## Televisione
L'antropologo americano Lars Krutak ha visitato Kalinga nel 2007 e ha documentato i lavori sui tatuaggi di Whang-od.
L'episodio della serie Tattoo Hunter presentato su Discovery Channel è stato l'inizio della riscoperta della cultura Kalinga e di Whang-od per il pubblico globale.
Nel 2010, è stata anche protagonista di i-Witness, un programma televisivo di documentari di GMA Network, che è stato condotto da Kara David.
Nel 2017, Whang-od è apparsa nella serie Dayaw  del NCCA e su ABS-CBN News Channel, dove i suoi contributi all'identità e al patrimonio nazionale del paese sono stati presentati dall'ex presidente del NCCA Felipe De Leon Jr. e dalla senatrice Loren Legarda.
Nello stesso anno, la sua storia è stata raccontata in Wagas, una serie drammatica di GMA News TV, in cui Janine Gutierrez ha interpretato Whang-od.